# AS Viterbese Castrense
Die AS Viterbese Castrense (offiziell Associazione Sportiva Viterbese Castrense) ist ein italienischer Fußballverein aus Viterbo. Derzeit spielt der Verein in der Serie C.

## Geschichte
US Viterbese 1908 ist der Nachfolgeverein des 2004 gegründeten A.D.C. Viterbese Castrense, der wiederum ein Nachfolgeverein des ehemaligen Serie-C-Clubs AC Viterbo ist, welcher im Herbst 1999 mit der Verpflichtung der ehemaligen Stürmerin der Italienischen Fußballnationalmannschaft der Frauen Carolina Morace als Trainerin einer Herrenmannschaft für Furore sorgte. Den größten Erfolg hatte man unter der Leitung des Präsidenten Fabrizio Capucci unter dem Namen, ADC Viterbese Castrense, mit dem Erreichen der Relegationsendspielserie zur Serie B 2004, welche man verlor. Seit der Wiedergründung im Juni 2013 ist der ehemalige Politiker und ehemalige Mäzen der Fußballvereine AC Pisa und US Grosseto Piero Camilli der Geschäftsführer des Vereins. Sein Sohn Vincenzo Camilli war von 2013 bis 2019 Vereinspräsident.

## Erfolge
- 2018/2019 – Coppa Italia Serie C

## Stadion
Seine Heimspiele trägt der Verein in dem 1930 erbauten und 5460 Plätze fassenden Stadio Enrico Rocchi in Viterbo aus. Eigentümer der Sportstätte ist die Comune of Viterbo.
Koordinaten: 42° 25′ 24,5″ N, 12° 6′ 1,9″ O

## Trainer seit 1970
| Name                   | Zeit bei AS Viterbese Castrense | Zeit bei AS Viterbese Castrense |
| Name                   | von                             | bis                             |
| ---------------------- | ------------------------------- | ------------------------------- |
| Gennaro Rambone        | 1. Juli 1970                    | 30. Juni 1971                   |
| Giovanni Banchetti     | 1. Juli 1971                    | 30. Juni 1973                   |
| Valentino Persenda     | 1. Juli 1976                    | 30. Juni 1977                   |
| Paolo Berrettini       | 1. Juli 1991                    | 30. Juni 1992                   |
| Leonardo Acori         | 1. Juli 1992                    | 30. Juni 1994                   |
| Alberto Favilla        | 1. Juli 1994                    | 30. Juni 1995                   |
| Juan Carlos Morrone    | 1. Juli 1996                    | 30. Juni 1997                   |
| Salvatore Iacolino     | 1. Juli 1998                    | 1. November 1998                |
| Paolo Beruatto         | 1. November 1998                | 30. Juni 1999                   |
| Maurizio Viscidi       | 1. Juli 1999                    | 30. Juni 2000                   |
| Paolo Stringara        | 1. Juli 1999                    | 30. Juni 2000                   |
| Giorgio Roselli        | 31. Oktober 1999                | 31. Januar 2000                 |
| Angelo Gregucci        | 1. Juli 2000                    | 30. Juni 2001                   |
| Giuliano Dell’Orto     | 1. Juli 2000                    | 2. Oktober 2000                 |
| Fausto Silipo          | 1. Oktober 2000                 | 30. Juni 2001                   |
| Pietro Paolo Virdis    | 17. März 2001                   | 30. Juni 2001                   |
| Rosolino Puccica       | 27. Mai 2001                    | 30. Juni 2002                   |
| Salvatore Di Somma     | 1. Juli 2002                    | 30. Juni 2003                   |
| Guglielmo Bacci        | 1. Juli 2002                    | 30. Juni 2003                   |
| Guido Carboni          | 1. Juli 2003                    | 30. Juni 2004                   |
| Giuseppe Galderisi     | 28. Dezember 2004               | 30. Juni 2005                   |
| Carlo Perrone          | 1. Juli 2005                    | 17. September 2005              |
| Andrea Chiappini       | 17. September 2005              | 30. Juni 2006                   |
| Stefano Di Chiara      | 30. November 2007               | 5. Februar 2008                 |
| Fausto Silipo          | 1. Juli 2008                    | 31. Dezember 2008               |
| Massimiliano Favo      | 1. Januar 2009                  | 30. Juni 2010                   |
| Rosolino Puccica       | 22. Februar 2010                | 30. Juni 2010                   |
| Raffaele Sergio        | 1. Juli 2010                    | 30. Juni 2012                   |
| Oberdan Biagioni       | 29. März 2012                   | 30. Juni 2012                   |
| Massimiliano Farris    | 1. Juli 2012                    | 30. Juni 2013                   |
| Stefano Sanderra       | 20. Juli 2015                   | 5. Oktober 2015                 |
| Federico Nofri Onofri  | 7. Oktober 2015                 | 30. Juni 2016                   |
| Giovanni Cornacchini   | 16. Juli 2016                   | 9. Dezember 2016                |
| Dino Pagliari          | 9. Dezember 2016                | 21. Februar 2017                |
| Giovanni Cornacchini   | 21. Februar 2017                | 20. März 2017                   |
| Rosolino Puccica       | 20. März 2017                   | 30. Juni 2017                   |
| Valerio Bertotto       | 21. Juli 2017                   | 8. Oktober 2017                 |
| Federico Nofri Onofri  | 10. Oktober 2017                | 14. November 2017               |
| Stefano Sottili        | 14. November 2017               | 26. März 2018                   |
| Giuliano Giannichedda  | 26. März 2018                   | 4. April 2018                   |
| Stefano Sottili        | 4. April 2018                   | 30. Juni 2018                   |
| Giovanni Lopez         | 1. Juli 2018                    | 7. November 2018                |
| Stefano Sottili        | 7. November 2018                | 21. Januar 2019                 |
| Nicola Antonio Calabro | 21. Januar 2019                 | 30. April 2019                  |
| Pino Rigoli            | 1. Mai 2019                     | 30. April 2019                  |
| Nicola Antonio Calabro | 19. Juli 2019                   | 20. August 2019                 |
| Giovanni Lopez         | 20. August 2019                 | 11. November 2019               |
| Nicola Antonio Calabro | 12. November 2019               | heute                           |